# Ménisperme
Menispermum
Genre
Les Ménispermes (Menispermum en Latin) sont un genre de plantes à fleurs de la famille des Menispermaceae. C'est un petit genre de plantes ligneuses grimpantes à feuilles caduques.

## Systématique
Le nom correct complet (avec auteur) de ce taxon est Menispermum L..
Menispermum a pour synonymes :
- Otamplis Raf.
- Trilophus Fisch.

## Espèces
Selon GBIF (21 février 2022):
- Menispermum canadense L.
- Menispermum carinianum Mill.
- Menispermum dauricum DC.
- Menispermum dioicum Griff.
- Menispermum taylori Chandler
- Menispermum triandrum Roxb. ex Colebr.

## Toxicité
Toutes les parties de ces plantes sont connues pour être toxiques, contenant de la dauricidine et des alcaloïdes isoquinoléiques apparentés, et des enfants sont morts en mangeant les fruits. La dauricine inhibe les canaux K+ cardiaques provoquant ainsi une arythmie. D'autres symptômes causés par la consommation de fruits ressemblant à du raisin comprennent l'excitation du SNC, entraînant des convulsions et un arrêt neuromusculaire. Les premiers soins en cas d'empoisonnement au Menispermum consistent à provoquer des vomissements, suivis de l'administration de charbon médicinal et de sulfate de sodium. Thérapie clinique : lavage gastrique (éventuellement avec 0,1% de permanganate de potassium) instillation de charbon médicinal et de sulfate de sodium ; substitution électrolytique, contrôle de l'acidose avec du bicarbonate de sodium (pH de l'urine 7,5). En cas de spasmes, administration intraveineuse de diazépam. Fourniture d'intubation et de respiration à l'oxygène en cas d'arrêt respiratoire ou de paralysie. Vérification de la diurèse et de la fonction rénale.

## Utilisations

### Médicaux
Menispermum dauricum a été utilisé pour traiter les troubles cutanés, les rhumatismes et le cancer du col utérin.
Menispermum canadense a été utilisé en phytothérapie comme tonique, laxatif, aide dermatologique, aide vénérienne et diurétique. Yellow Medicine County dans le Minnesota est nommé d'après l'un des noms communs de cette plante.
Les plantes de cette espèce sont parfois cultivées comme plantes ornementales dans les jardins. Les jardiniers peuvent propager cette plante à partir de la division des coureurs ou par graines.